# ハロルド・ヴァン・ビューレン・クリーヴランド
ハロルド・ヴァン・ビューレン・クリーヴランド（Harold van Buren Cleveland,1917年頃 - 1993年3月11日）は、アメリカ合衆国の弁護士、経済学者、官僚、実業家である。

## 生涯
シンシナティ出身。1938年、ハーヴァード大学を卒業。1942年にハーヴァード法科大学院を卒業し、戦時生産局 (War Production Board) に奉職した。
国務省の投資・経済開発部部長補佐だった1947年5月、通商政策部部長補佐ムーア (Ben T. Moore) 、独墺経済問題部部長キンドルバーガーらと共同で、第二次世界大戦で疲弊した西欧に対する援助のあり方について勧告する覚書を政策企画本部長ケナンに提出した（6月12日、最終報告を提出）。クリーヴランドらは「ソ連の協力の有無に拘わらず、非共産ヨーロッパのための持続的かつ適切な復興計画を押し進める」べきであるとの認識を示すとともに、復興計画を経済的なものに留めず欧州統合をも視野に入れたものとする必要性を主張した。この覚書は後の「欧州復興計画（マーシャル・プラン）」へと繋がった。
欧州復興計画は、1947年6月5日に国務長官マーシャルによって発表されたのち、米国内での審議を経て、1948年4月3日に「1848年経済協力法」として立法化された。クリーヴランドは、援助の実施機関として設立された経済協力局 (ECA) の欧州部門副部長として計画の遂行に尽力した。
1950年代に入ると、経済開発委員会 (Committee for Economic Development) 所属のエコノミストとして、ワシントンに戻った。
のち、ボストンのジョン・ハンコック生命保険相互会社 (John Hancock Mutual Life Insurance Co.) の顧問弁護士や、外交問題評議会の大西洋政策研究室室長を務めた。1965年にニューヨークのファースト・ナショナル・シティ・バンク（後のシティバンク）に入行して副頭取と主席国際エコノミストを務め、20年後の1985年に引退した。
1993年、パリの病院で死去。76歳。遺族によると、死の前週に脳卒中で倒れたという。

## 著書
- 『合衆国と欧州諸国間の経済協力』 The U.S. and economic collaboration among the countries of Europe, U.S. Govt. Print. Off, 1947
- 『新生イングランドにとっての通商拡大計画とその意味』 The trade expansion program and its meaning for New England: A report, The Council, 1962
- 『大西洋構想と欧州における敵』The Atlantic idea and its European rivals, McGraw-Hill for the Council on Foreign Relations, 1966
- 『国際金融・通商の緊張』Strains in International Finance and Trade, SAGE Publications Ltd., 1974, ISBN 978-0803904439（共著）
- 『大インフレーション―マネタリストの見解』The great inflation: A monetarist view, NPA Committee on Changing International Realities, 1976
- 『国際的通商、投資、及び通貨政策に関する小委員会への報告』 Report to the Subcommittee on International trade, Investment and Monetary Policy, Center for International Banking Studies, University of Virginia, 1980
- 『シティバンク 1812-1970』 Citibank 1812-1970, Harvard University Press, 1985, ISBN 978-0674131750

## 註
1. ↑  油井大三郎『戦後世界秩序の形成―アメリカ資本主義と東地中海地域  1945-1947』、281頁。